# Campeonato Sub-19 de la AFF 2022
El Campeonato Sub-19 de la AFF 2019 se llevó a cabo en Indonesia del 2 al 15 de julio y contó con la participación de 11 selecciones juveniles de la ASEAN.

## Participantes
| Equipos participantes | Equipos participantes | Equipos participantes | Equipos participantes |
| --------------------- | --------------------- | --------------------- | --------------------- |
| Birmania              | Tailandia             | Vietnam               | Indonesia             |
| Filipinas             | Brunéi                | Timor Oriental        | Singapur              |
| Malasia               | Camboya               | Laos                  |                       |

## Fase de grupos

### Grupo A

#### Clasificación
| Pos. | Equipo    | Pts. | PJ | G | E | P | GF | GC | Dif. | Clasificación 2022            |
| ---- | --------- | ---- | -- | - | - | - | -- | -- | ---- | ----------------------------- |
| 1    | Vietnam   | 11   | 5  | 3 | 2 | 0 | 12 | 3  | +9   | Clasificado a las semifinales |
| 2    | Tailandia | 11   | 5  | 3 | 2 | 0 | 7  | 1  | +6   | Clasificado a las semifinales |
| 3    | Indonesia | 11   | 5  | 3 | 2 | 0 | 17 | 2  | +15  |                               |
| 4    | Birmania  | 6    | 5  | 2 | 0 | 3 | 12 | 12 | 0    |                               |
| 5    | Filipinas | 3    | 5  | 1 | 0 | 4 | 8  | 13 | −5   |                               |
| 6    | Brunéi    | 0    | 5  | 0 | 0 | 5 | 0  | 25 | −25  |                               |

Actualizado a los partidos jugados el 10 de julio de 2022.
 Fuente: ASEAN

#### Fixture
| Fecha                      | Lugar   |           |                      | Resultado |                      |           |
| -------------------------- | ------- | --------- | -------------------- | --------- | -------------------- | --------- |
| 2 de julio de 2022, 15:00  | Yakarta | Birmania  | Bandera de Birmania  | 7:0       | Bandera de Brunéi    | Brunéi    |
| 2 de julio de 2022, 17:00  | Bekasi  | Tailandia | Bandera de Tailandia | 1:0       | Bandera de Filipinas | Filipinas |
| 2 de julio de 2022, 20:30  | Bekasi  | Vietnam   | Bandera de Vietnam   | 0:0       | Bandera de Indonesia | Indonesia |
| 4 de julio de 2022, 15:00  | Yakarta | Vietnam   | Bandera de Vietnam   | 4:1       | Bandera de Filipinas | Filipinas |
| 4 de julio de 2022, 17:00  | Bekasi  | Birmania  | Bandera de Birmania  | 0:3       | Bandera de Tailandia | Tailandia |
| 4 de julio de 2022, 20:00  | Bekasi  | Indonesia | Bandera de Indonesia | 7:0       | Bandera de Brunéi    | Brunéi    |
| 6 de julio de 2022, 15:00  | Yakarta | Filipinas | Bandera de Filipinas | 1:3       | Bandera de Birmania  | Birmania  |
| 6 de julio de 2022, 17:00  | Bekasi  | Brunéi    | Bandera de Brunéi    | 0:4       | Bandera de Vietnam   | Vietnam   |
| 6 de julio de 2022, 20:00  | Bekasi  | Indonesia | Bandera de Indonesia | 0:0       | Bandera de Tailandia | Tailandia |
| 8 de julio de 2022, 15:00  | Yakarta | Birmania  | Bandera de Birmania  | 1:3       | Bandera de Vietnam   | Vietnam   |
| 8 de julio de 2022, 17:00  | Bekasi  | Tailandia | Bandera de Tailandia | 2:0       | Bandera de Brunéi    | Brunéi    |
| 8 de julio de 2022, 20:00  | Bekasi  | Filipinas | Bandera de Filipinas | 1:5       | Bandera de Indonesia | Indonesia |
| 10 de julio de 2022, 17:00 | Bekasi  | Brunéi    | Bandera de Brunéi    | 0:5       | Bandera de Filipinas | Filipinas |
| 10 de julio de 2022, 20:00 | Yakarta | Vietnam   | Bandera de Vietnam   | 1:1       | Bandera de Tailandia | Tailandia |
| 10 de julio de 2022, 20:00 | Bekasi  | Indonesia | Bandera de Indonesia | 5:1       | Bandera de Birmania  | Birmania  |

### Grupo B

#### Clasificación
| Pos. | Equipo         | Pts. | PJ | G | E | P | GF | GC | Dif. | Clasificación 2022            |
| ---- | -------------- | ---- | -- | - | - | - | -- | -- | ---- | ----------------------------- |
| 1    | Laos           | 12   | 4  | 4 | 0 | 0 | 8  | 2  | +6   | Clasificado a las semifinales |
| 2    | Malasia        | 7    | 4  | 2 | 1 | 1 | 6  | 5  | +1   | Clasificado a las semifinales |
| 3    | Timor Oriental | 6    | 4  | 2 | 0 | 2 | 8  | 7  | +1   |                               |
| 4    | Camboya        | 3    | 4  | 1 | 0 | 3 | 4  | 8  | −4   |                               |
| 5    | Singapur       | 1    | 4  | 0 | 1 | 3 | 1  | 5  | −4   |                               |

Actualizado a los partidos jugados el 11 de julio de 2022.
 Fuente: ASEAN

#### Fixture
| Fecha                      | Lugar   |                |                           | Resultado |                           |                |
| -------------------------- | ------- | -------------- | ------------------------- | --------- | ------------------------- | -------------- |
| 3 de julio de 2022, 15:00  | Yakarta | Timor Oriental | Bandera de Timor Oriental | 0:2       | Bandera de Laos           | Laos           |
| 3 de julio de 2022, 19:00  | Yakarta | Singapur       | Bandera de Singapur       | 0:1       | Bandera de Camboya        | Camboya        |
| 5 de julio de 2022, 15:00  | Yakarta | Camboya        | Bandera de Camboya        | 1:2       | Bandera de Malasia        | Malasia        |
| 5 de julio de 2022, 19:00  | Yakarta | Singapur       | Bandera de Singapur       | 0:1       | Bandera de Timor Oriental | Timor Oriental |
| 7 de julio de 2022, 15:00  | Yakarta | Malasia        | Bandera de Malasia        | 0:0       | Bandera de Singapur       | Singapur       |
| 7 de julio de 2022, 19:00  | Yakarta | Laos           | Bandera de Laos           | 2:1       | Bandera de Camboya        | Camboya        |
| 9 de julio de 2022, 15:00  | Yakarta | Laos           | Bandera de Laos           | 3:1       | Bandera de Singapur       | Singapur       |
| 9 de julio de 2022, 19:00  | Yakarta | Timor Oriental | Bandera de Timor Oriental | 3:4       | Bandera de Malasia        | Malasia        |
| 11 de julio de 2022, 15:00 | Yakarta | Camboya        | Bandera de Camboya        | 1:4       | Bandera de Timor Oriental | Timor Oriental |
| 11 de julio de 2022, 15:00 | Bekasi  | Malasia        | Bandera de Malasia        | 0:1       | Bandera de Laos           | Laos           |

## Fase final

### Semifinales
| Fecha                      | Lugar  |         |                    | Resultado |                      |           |
| -------------------------- | ------ | ------- | ------------------ | --------- | -------------------- | --------- |
| 13 de julio de 2022, 15:30 | Bekasi | Vietnam | Bandera de Vietnam | 0:3       | Bandera de Malasia   | Malasia   |
| 13 de julio de 2022, 20:00 | Bekasi | Laos    | Bandera de Laos    | 2:0       | Bandera de Tailandia | Tailandia |

### Tercer lugar
| Fecha                      | Lugar  |         |                    | Resultado      |                      |           |
| -------------------------- | ------ | ------- | ------------------ | -------------- | -------------------- | --------- |
| 15 de julio de 2022, 15:30 | Bekasi | Vietnam | Bandera de Vietnam | 1:1 (pen. 5:3) | Bandera de Tailandia | Tailandia |

### Final
| Fecha                      | Lugar  |         |                    | Resultado |                 |      |
| -------------------------- | ------ | ------- | ------------------ | --------- | --------------- | ---- |
| 15 de julio de 2022, 20:00 | Bekasi | Malasia | Bandera de Malasia | 2:0       | Bandera de Laos | Laos |

## Campeón
| Campeonato sub-19 de la AFF 2022 |
| -------------------------------- |
| Bandera de Malasia               |
| Malasia 2º Título                |

## Goleadores
| Jugador           | Selección      | Goles |
| ----------------- | -------------- | ----- |
| Nguyễn Quốc Việt  | Vietnam        | 5     |
| Hokky Caraka      | Indonesia      | 4     |
| Rabbani Tasnim    | Indonesia      | 4     |
| Peter Phanthavong | Laos           | 4     |
| Mário Quintão     | Timor Oriental | 3     |
| Khuất Văn Khang   | Vietnam        | 3     |
| La Min Htwe       | Birmania       | 3     |
| Adam Farhan       | Malasia        | 3     |